# Carex amplifolia
Carex amplifolia Boott es una especie de planta herbácea de la familia de las ciperáceas.

## Descripción
Esta especie produce los tallos desde un rizoma alcanzando los 50 a 100 centímetros de altura. Los tallos alados están teñidos de color rojizo y las bases están envueltos en largas y peludas hojas de hasta 2 centímetros de ancho. La inflorescencia está compuesta de 5 a 8 espigas cilíndricas de hasta 10 o 14 centímetros de largo y a menudo con cientos de flores individuales.

## Distribución y Hábitat
Es nativa de América del Norte occidental desde la Columbia Británica hasta Montana y California, donde crece en la temporada húmeda y las áreas húmedas de los bosques de coníferas.

## Taxonomía
Carex amplifolia fue descrita por Francis M.B. Boott y publicado en Flora Boreali-Americana 2(11): 228, pl. 226. 1839.
Etimología
Ver: Carex
amplifolia; epíteto latino que significa "con grandes hojas".